# اینیا ادواردس
اینیا ادواردس (سوئدی: Inga Edwards؛ ‏ ۷ سپتامبر ۱۹۳۷ – ۲ ژوئن ۲۰۲۰) بازیگر اهل سوئد بود.
از فیلم‌هایی که وی در آن‌ها نقش داشته است، می‌توان به هری و سونیا اشاره نمود.